# 0545
0545 è il prefisso telefonico del distretto di Lugo, appartenente al compartimento di Bologna.
Il distretto comprende la parte nord-occidentale della provincia di Ravenna. Confina con i distretti di Ferrara (0532) a nord, di Ravenna (0544) a est, di Faenza (0546) a sud e di Imola (0542) a ovest.

## Aree locali e comuni
Il distretto di Lugo comprende 8 comuni compresi in 1 area locale, nata dall'aggregazione dei 2 preesistenti settori di Lugo e Massa Lombarda: Bagnacavallo, Bagnara di Romagna, Conselice, Cotignola, Fusignano, Lugo, Massa Lombarda e Sant'Agata sul Santerno .